# Мирное (Западно-Казахстанская область)
Мирное (каз. Мирное) — село в Зеленовском районе Западно-Казахстанской области Казахстана. Входит в состав Макаровского сельского округа. Код КАТО — 274443200.

## Население
В 1999 году население села составляло 271 человек (133 мужчины и 138 женщин). По данным переписи 2009 года, в селе проживали 204 человека (101 мужчина и 103 женщины).